# サラ・メネゼス
サラ・ガブリエレ・カブラル・デ・メネゼス（葡: Sarah Gabrielle Cabral de Menezes、1990年3月26日 - ）は、ブラジルのピアウイ州テレジーナ出身の女子柔道選手。サラ・メネセスとも表記される。

## 来歴
9歳の時に柔道を始める。2006年、16歳でブラジルの国内大会で優勝した。18歳の時に2008年北京オリンピックに出場したが、初戦でハンガリーのチェルノビツキ・エーヴァの前に敗れた。2008年、09年の世界ジュニア柔道選手権大会を連覇、（2009年の世界ジュニア決勝で日本の遠藤宏美を破った。）2010年以降、国際大会での表彰台の常連となっていた。
2010年の世界選手権では準決勝で日本の福見友子に0-3の判定で敗れるが、3位決定戦でフランスのフレデリク・ジョシネに一本勝ちで下して3位となった。2011年の世界選手権では準決勝で日本の浅見八瑠奈の小内刈で一本負けを喫するが、3位決定戦では前年に続いてジョシネに一本勝ちして3位となった。
2012年7月のロンドンオリンピックでは、決勝で北京オリンピック優勝・ヨーロッパ柔道選手権大会の8回の覇者でもあるルーマニアのアリナ・ドゥミトルと対戦して技ありで破り、金メダルを獲得した。この金メダルはブラジル女子柔道での初めてのオリンピック金メダルで、また1992年バルセロナオリンピックでの男子65kg級で優勝したロジェリオ・サンパイオ以来、20年ぶりのブラジル柔道の金メダリストとなった。
2013年8月に地元リオデジャネイロで開催された世界選手権では、準決勝でモンゴルのムンフバット・ウランツェツェグと対戦して敗れ3位となった。2014年と2015年の世界選手権では初戦で敗れた。2016年のパンナム選手権では優勝したが、ワールドマスターズでは決勝で日本の近藤亜美の縦四方固で敗れた。地元で開かれたリオデジャネイロオリンピックでは準々決勝でキューバのダヤリス・メストレ・アルバレスに敗れると、敗者復活戦でもムンフバットに敗れて7位に終わり、オリンピック連覇はならなかった。しかし、その後階級を52kg級に上げると2017年のグランプリ・カンクンで3位となるも、世界選手権では初戦で日本の志々目愛の内股で敗れた。以降は再び階級を48kg級に戻した。2019年からは再び階級を52㎏級に上げて、パンナム選手権で3位になった。2020年に現役を引退すると、2021年には2013年の世界選手権81㎏級で優勝したフランスのロイク・ピエトリとの間に女児をもうけた。さらにはブラジル女子ナショナルチームのコーチとなった。

## 主な戦績
- 2005年 - パンナム選手権 3位(44kg級)

48㎏級での戦績
- 2008年 - ハンガリー国際 3位
- 2008年 - 世界ジュニア 優勝
- 2009年 - グランドスラム・パリ 5位
- 2009年 - パンナム選手権 3位
- 2009年 - ワールドカップ・リスボン 優勝
- 2009年 - ワールドカップ・マドリード 優勝
- 2009年 - グランドスラム・リオデジャネイロ 3位
- 2009年 - 世界選手権 5位
- 2009年 - 世界ジュニア 優勝
- 2009年 - グランドスラム・東京 3位
- 2010年 - グランドスラム・パリ 5位
- 2010年 - ワールドカップ・ブダペスト 2位
- 2010年 - パンナム選手権 優勝
- 2010年 - グランドスラム・リオデジャネイロ 5位
- 2010年 - ワールドカップ・サンパウロ 優勝
- 2010年 - 世界選手権 3位
- 2010年 - グランドスラム・東京 3位
- 2011年 - ワールドマスターズ 3位
- 2011年 - グランドスラム・パリ 3位
- 2011年 - グランドスラム・モスクワ 5位
- 2011年 - グランドスラム・リオデジャネイロ 2位
- 2011年 - ミリタリーワールドゲームズ 2位
- 2011年 - 世界選手権 3位
- 2011年 - パンアメリカン競技大会 3位
- 2012年 - ワールドマスターズ 3位
- 2012年 - グランドスラム・パリ 2位
- 2012年 - パンナム選手権 2位
- 2012年 - グランドスラム・モスクワ 優勝
- 2012年 - ロンドンオリンピック 優勝
- 2012年 - 世界団体　3位
- 2013年 - グランドスラム・パリ 5位
- 2013年 - パンナム選手権 優勝
- 2013年 - ワールドマスターズ　2位
- 2013年 - 世界軍人選手権　2位
- 2013年 - 世界選手権 3位
- 2013年 - グランドスラム・東京 3位
- 2014年 - パンナム選手権 2位
- 2014年 - グランプリ・ハバナ 3位
- 2014年 - グランドスラム・チュメニ 優勝
- 2014年 - グランドスラム・東京 7位
- 2015年 -ミリタリーワールドゲームズ 3位
- 2015年 -　グランドスラム・東京　3位
- 2016年 -　グランプリ・ハバナ　優勝
- 2016年 -　グランドスラム・パリ　3位
- 2016年 - グランプリ・サムスン　3位
- 2016年 - パンナム選手権 優勝
- 2016年 -　ワールドマスターズ　2位
- 2016年 -　リオデジャネイロオリンピック　7位
- 2017年 -　グランプリ・カンクン　2位(52kg級)

48㎏級での戦績
- 2018年 - グランプリ・トビリシ　3位
- 2018年 -　グランプリ・アンタルヤ　3位

52㎏級での戦績
- 2019年 - パンナム選手権 3位
- 2019年 - グランプリ・モントリオール　3位

(出典、JudoInside.com)。